# بخش لیوبینسکی
بخش لیوبینسکی (به لاتین: Lyubinsky District) یک منطقهٔ مسکونی در روسیه است که در استان اومسک واقع شده‌است.